# 샤쿠샤인
샤쿠샤인(일본어: シャクシャイン, 沙牟奢允, 아이누어: saksaynu, Samkusaynu 사쿠사이누, 사무쿠사이누, 1606년? ~ 1669년 10월 23일)은 일본 에도 시대 홋카이도 히다카국의 히다카 아이누인의 수장이었다. 샤쿠사인 전쟁을 일으켜 에도 막부와 일본인에 반기를 들었다. 신히다카 정으로 흡수된 시즈우치 정 (시베차리)에서 가모쿠타인을 수장으로 모시는 부족의 부수장으로서, 오니비시가 이끄는 하에의 아이누와 어업, 수렵권을 둘러싸고 대립하였다. 시베차리 부족은 아이누어로 동쪽 사람들을 뜻하는 "메나시클", 하에 부족은 서쪽 부족을 뜻하는 "슘클"이라는 대집단의 일부였다. 한편으로 무쓰국 마쓰마에번에서는 번으로부터 거리가 멀어 통제를 잘 듣지 않는 메나시클을 위협적인 존재로 여겼다.
1648년, 샤쿠샤인이 오니비시의 부하를 살해한 것을 계기로 두 부족 간의 대립은 격화되어, 1653년 하에의 부족원이 가모쿠타인을 살해하는 일이 벌어졌다. 그 후 샤쿠샤인은 시베차리 부족의 족장이 되어, 오니비시와 마쓰마에성에서 마쓰마에 번의 중재 하에 화해할 것을 서약하였지만 두 부족 사이의 대립은 계속되어 결국 샤쿠사인이 오니비시를 살해하게 되었다. 그러자 하에 부족은 마쓰마에 번에 두 차례 무기를 지원해 줄 것을 요청하였다가, 두 번째 사절이었던 오니비시의 자형(姉兄) 우타후가 천연두로 급사한 것이 아이누인 사이에서 마쓰마에 번에 의해 독살당했다는 소문이 퍼지자, 샤쿠샤인은 다른 아이누인 부족들을 설득하여 1669년 시라누카 군에서 마시케 군에 이르는 일대에서 아이누인의 봉기가 이루어졌다.
이 봉기로 273명의 일본인이 살해당하자, 같은 해 9월 에도 막부는 마쓰마에 야스히로를 지휘관으로 파견하여 마쓰마에 번의 군사들 지휘하도록 하였고, 번과 밀접한 관계에 있는 부족들을 통해 아이누인들을 이간하는 작전을 사용하였다. 10월 23일, 샤쿠샤인은 사토 곤우에몬의 화해 계략에 휘말려 살해당하고, 시베차리의 요새도 함락되고 말았다. 결국 각지의 아이누 부족들도 차례차례 막부에 굴복하였다.

## 참고 서적
- 고미 후미히코 씀, 한은미 옮김, 《2천년 일본사를 만든 일본인 이야기》 (2003년), 이손사, ISBN 89-87095-48-7